# Coccinia adoensis
Coccinia adoensis là một loài thực vật có hoa trong họ Cucurbitaceae. Loài này được (A.Rich.) Cogn. mô tả khoa học đầu tiên năm 1881.